# Scytinostroma fulvum
Scytinostroma fulvum är en svampart som först beskrevs av Berk. & M.A. Curtis, och fick sitt nu gällande namn av Hjortstam 1990. Scytinostroma fulvum ingår i släktet Scytinostroma och familjen Lachnocladiaceae.   Inga underarter finns listade i Catalogue of Life.